# Rádió Q
A Rádió Q egy 2007-ben indult budapesti körzeti rádió volt. 2017-ben felfüggesztette adását, majd év végén egy tulajdonosváltást követően a Retro Rádió indult el a frekvenciáján. 2020-ban internetes rádióként tért vissza.

## Története
A rádió 2007. május 1-jén indult. Budapest és környéke közlekedési és fogyasztóvédelmi rádiójaként határozta meg magát, szlogenje a "Minőség hangja" volt. 2007. november 1-jén felfüggesztette adását, mivel a vezetőség szerint az Antenna Hungária nem biztosította a szerződésben rögzített műsorszolgáltatási feltételeket. Az adás 2007. november 14-én indult újra.
A rádió többször került nehéz helyzetbe, köztük 2012-ben és 2017-ben is. Az adó az NMHH-val és a Médiatanáccsal való rendezetlen kérdések miatt 2017. február 28-án felfüggesztette a sugárzást, bár kiemelték, hogy a frekvenciahasználati jogosultsága még 1,5 évig az övék. Az ősz folyamán újraéledő adó magyar alternatív zenét kezdett játszani 24 órában hírek és műsorok nélkül. Novemberben azonban egy új tulajdonos, a Tranzisztor Kft. szállt be a rádióba, leváltva az addigi ügyvezetőt, előkészítve a későbbi átalakulást. A tulajdonos sikeresen megszerezte a nyíregyházi FM 103,9-es frekvencián évek óta működő Retro Rádió nevét és 2017. december 18-án elkezdte a műsorszolgáltatást Budapesten, majd 2018. június 15-én vált országossá a rádió.
A koronavírus (COVID-19) világjárvány idején, 2020 áprilisában Rádió Quarantine néven kezdtek el újra rádiózni az interneten, majd jelezték, terveik szerint a járvány elmúltával Rádió Q néven folytatnák is a munkát.

## Műsorvezetői
(nem teljes lista)

## Külső hivatkozások
- Honlap Archiválva 2021. február 10-i dátummal a Wayback Machine-ben
- Facebook
- Archív Facebook